# Zanthoxylum dipetalum
Zanthoxylum dipetalum är en vinruteväxtart som beskrevs av Horace Mann. Zanthoxylum dipetalum ingår i släktet Zanthoxylum och familjen vinruteväxter. Utöver nominatformen finns också underarten Z. d. tomentosum.